# Gräberfeld von Pilane

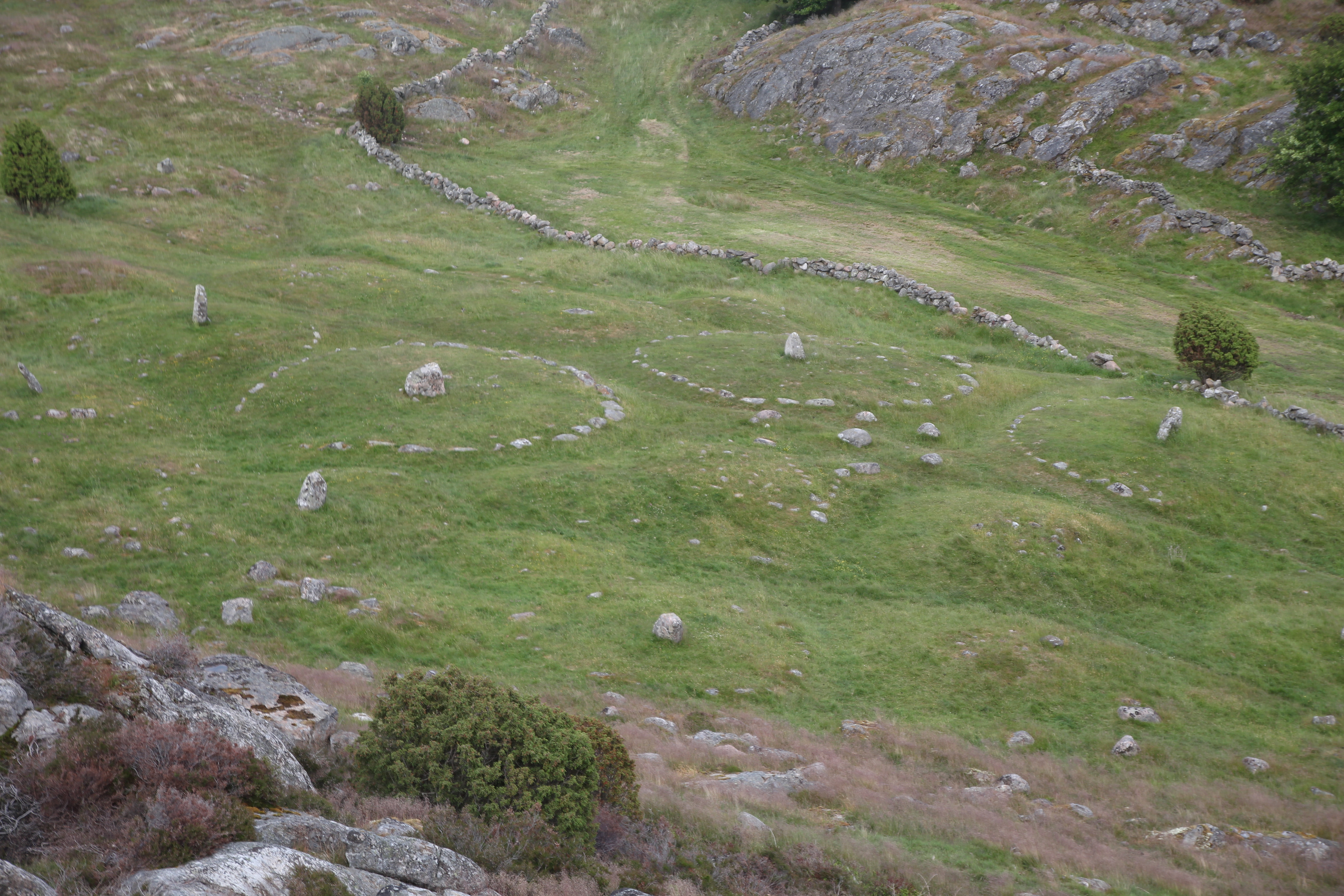
Gräberfeld von Pilane

Das hochgelegene Gräberfeld von Pilane (schwedisch Pilane gravfält) südwestlich von Klövedal auf der Insel Tjörn im Bohuslän in Schweden ist ein Gräberfeld aus der Eisenzeit, das zwischen der Zeitenwende und dem Jahr 600 n. Chr. datiert wird.

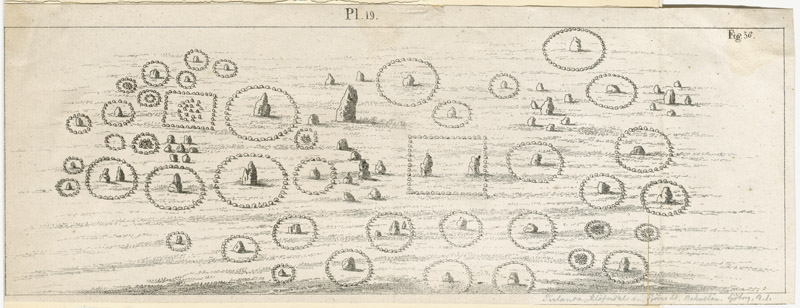
Gräberfeld von Pilane

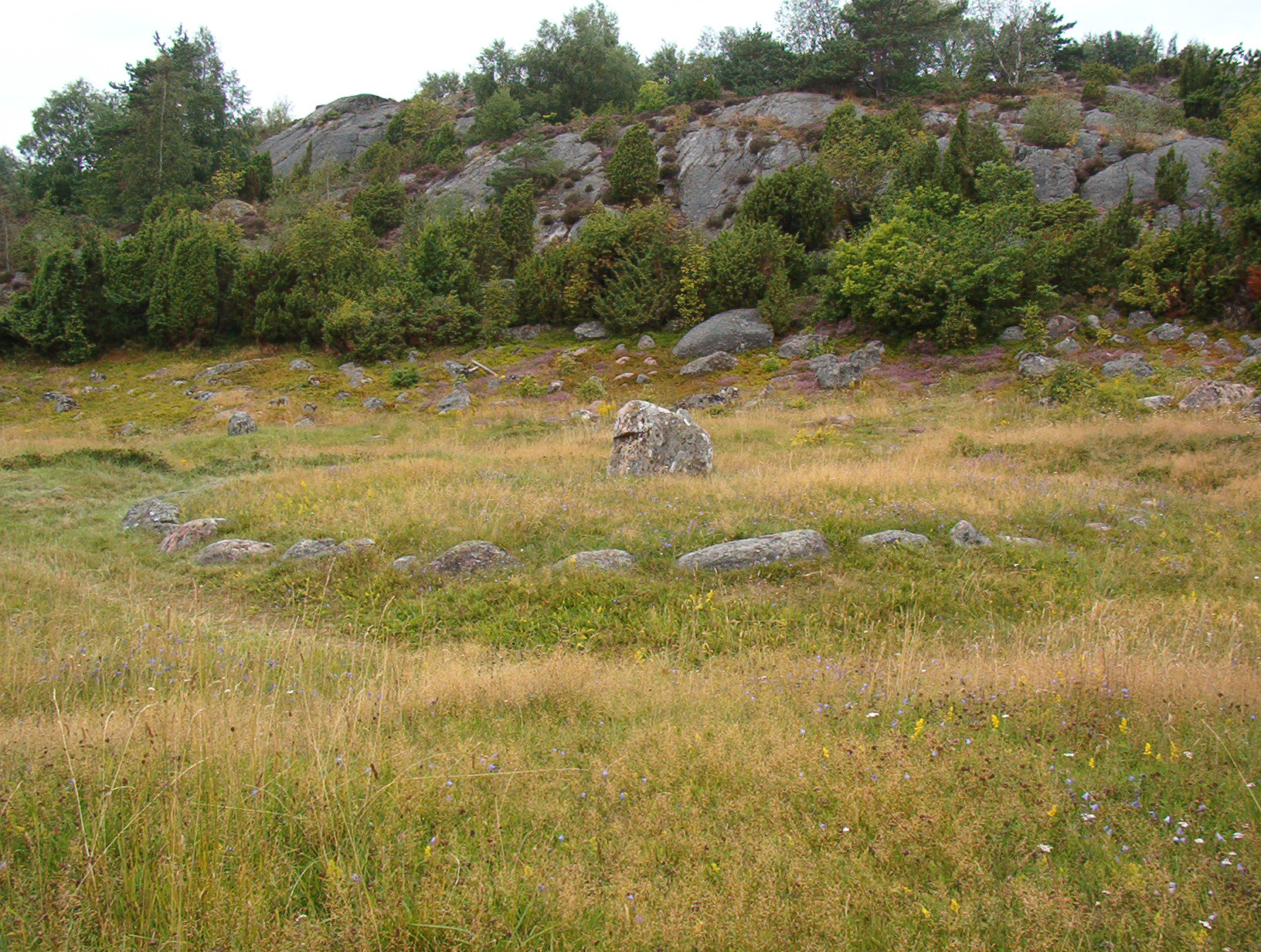
Gräberfeld von Pilane

Das Gräberfeld besteht aus etwa 90 Denkmälern, darunter Bautasteine, 15 Domarringe mit Mittelstein, Grabhügel und runde Steinsetzungen. Obwohl Pilane zu den bedeutendsten Gräberfeldern Schwedens gehört, geht man auf Grund kleinerer Funde davon aus, dass an dieser Stelle während der Eisenzeit bei weitem mehr Gräber angelegt wurden als heute sichtbar sind, die durch Landnutzung zerstört wurden oder von Erde bedeckt sind. Unbekannt ist, warum gerade an dieser Stelle ein so bedeutendes Gräberfeld angelegt wurde.
In der Umgebung Pilanes, die relativ früh eisfrei war, kann man frühe menschliche Aktivitäten nachweisen. An der Küste wurde neolithische Keramik gefunden. Auch wenn nicht klar ist, wann die Jäger und Sammler nach Tjörn kamen, so kann man durch Knochenfunde nachweisen, dass dort vor 4500 Jahren Rentierherden weideten. In der Nähe des Grabfeldes liegen die bronzezeitlichen Felsritzungen von Basteröd.